# Spazi uniti
Spazi uniti è un album del cantautore italiano Dario Baldan Bembo, pubblicato dall'etichetta discografica CGD nel 1985.
L'album è prodotto da Aurelio Faccilongo e Michele Del Vecchio, mentre gli arrangiamenti sono curati dallo stesso interprete, che firma tutti i brani insieme ad Antonella Maggio, ad eccezione di Come neve, alla cui stesura partecipa anche P. Gatti.
Il brano Da quando non ci sei (sottotitolo: Una volta ancora) viene presentato al Festival di Sanremo 1985, dove si classifica sedicesimo, e pubblicato come singolo in abbinamento con Alberi d'inverno, che non fa parte dell'album.

## Tracce

### Lato A
1. Spazi uniti
2. Aria di poesia
3. La mia strada
4. Come neve
5. Da quando non ci sei

### Lato B
1. Arriva l'onda
2. Amore infinito
3. La romanza
4. Partire partire
5. La marcia

## Formazione
- Dario Baldan Bembo – voce, tastiera
- Santi Isgrò – chitarra acustica, cori, chitarra elettrica
- Paolo Baldan Bembo – tastiera, cori
- Carmelo Isgrò – basso, cori
- Roberto Baldan Bembo – batteria, cori, percussioni
- Aida Cooper, Rossana Casale, Nadia Biondini, Cristina Mascolo – cori